# Tmesisternus rotundipennis
Tmesisternus rotundipennis är en skalbaggsart som beskrevs av Stefan von Breuning 1948. Tmesisternus rotundipennis ingår i släktet Tmesisternus och familjen långhorningar.
Artens utbredningsområde är Irian Jaya. Inga underarter finns listade i Catalogue of Life.